# An sideral
Anul sideral este, în astronomie, unitatea de timp care corespunde duratei necesare Soarelui pentru a regăsi aceeași poziție aparentă în raport cu stelele fixe de pe sfera cerească, poziție observată din același loc terestru.

## Valoarea
Anul sideral este perioada orbitală a Pământului, adică 
{\displaystyle 365,25636042\;\mathrm {z} ile\;solare\;medii\ =31558149,54\;\mathrm {s} ecunde\ } .
Un an sideral are valoarea aproximativă
{\displaystyle 1+{1 \over 25800}\approx 1{,}000039\;{ani\;tropici}}.